# Klosternakken
Klosternakken er en ældre gade i Præstø. Den går fra den nordvestlige side af Torvet mod Frederiksminde. Gaden har på den nordlige side en række gamle huse, hvoraf de fleste ligger direkte ud til vejen med lange grunde ned mod fjord, havn og strand.
På sydsiden ligger Præstø Privatskole, opført 1895 og udvidet 1904. Den fungerede som Præstø Folke-, Mellem- og Realskole til 1963, derefter som Regnecentralens fabrik i godt 10 år, så igen som skole under navnet Klosternakkeskolen indtil den i 2012 blev lagt sammen med Abildhøjskolen til Præstø Skole, hvis mellemtrins-undervisning den lagde lokaler til indtil den i 2014 blev privatskole.
Klosternakken slutter blindt ved Frederiksminde anlæg, der hæver sig 4-5 meter over vandoverfladen. Her oppe står byens gamle vandtårn, og man kan se ud over Præstø Fjord mod nord, øst og syd. Lige ved anlægget ligger Hotel Frederiksminde, som har en af Danmarks bedste gourmetrestauranter. Hotellet ejes af Ejendomsselskabet Stentoft A/S med hjemsted i Aabenraa. Dette selskab købte også Klosternakkeskolen i 2013 og lejer det ud til privatskolen.